# بايرون مورينو
بايرون مورينو هو حكم كرة قدم إكوادوري، ولد في 23 نوفمبر 1969 في كيتو في الإكوادور.

## روابط خارجية
- بايرون مورينو على موقع Soccerway.com (الإنجليزية)